# معروف بسيط (فلم)
معروف بسيط (بالإنجليزية: A Simple Favor) هو فيلم كوميديا سوداء، من إخراج بول فيغ و سيناريو جيسيكا شذار، الفيلم مبني علي رواية تحمل نفس الاسم للكاتبة دارسي بل. الفيلم من بطولة آنا كيندريك، بليك ليفلي، هنري غولدنغ وأندرو رانيلز، يحكي قصة مدونة من بلدة صغيرة تحاول حل حالة اختفاء غامضة لصديقتها الغنية.
معروف بسيط صدر في الولايات المتحدة في 14 سبتمبر عام 2018  عن طريق شركة ليونزجيت. تلقى الفيلم ملاحظات إيجابية من النقاد، مع الثناء على حبكة الفيلم أداء الممثلتين الرئيسيتين.

## طاقم التمثيل
- آنا كيندريك في دور ستيفاني سمرز

- بليك ليفلي في دور إميلي نيلسون / فيث / هوب، صديقة ستيفاني الغامض الذي اختفى

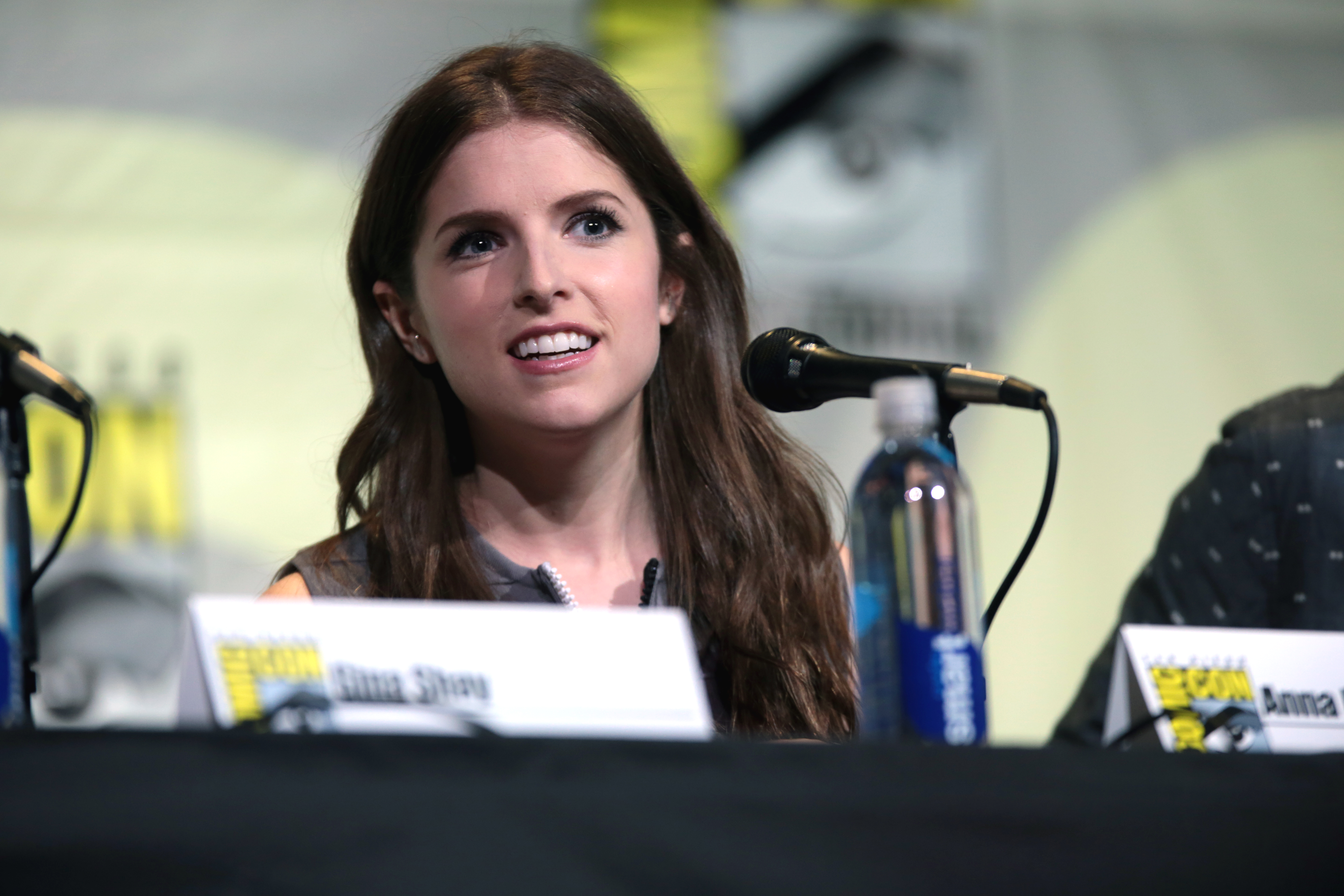
آنا كندريك
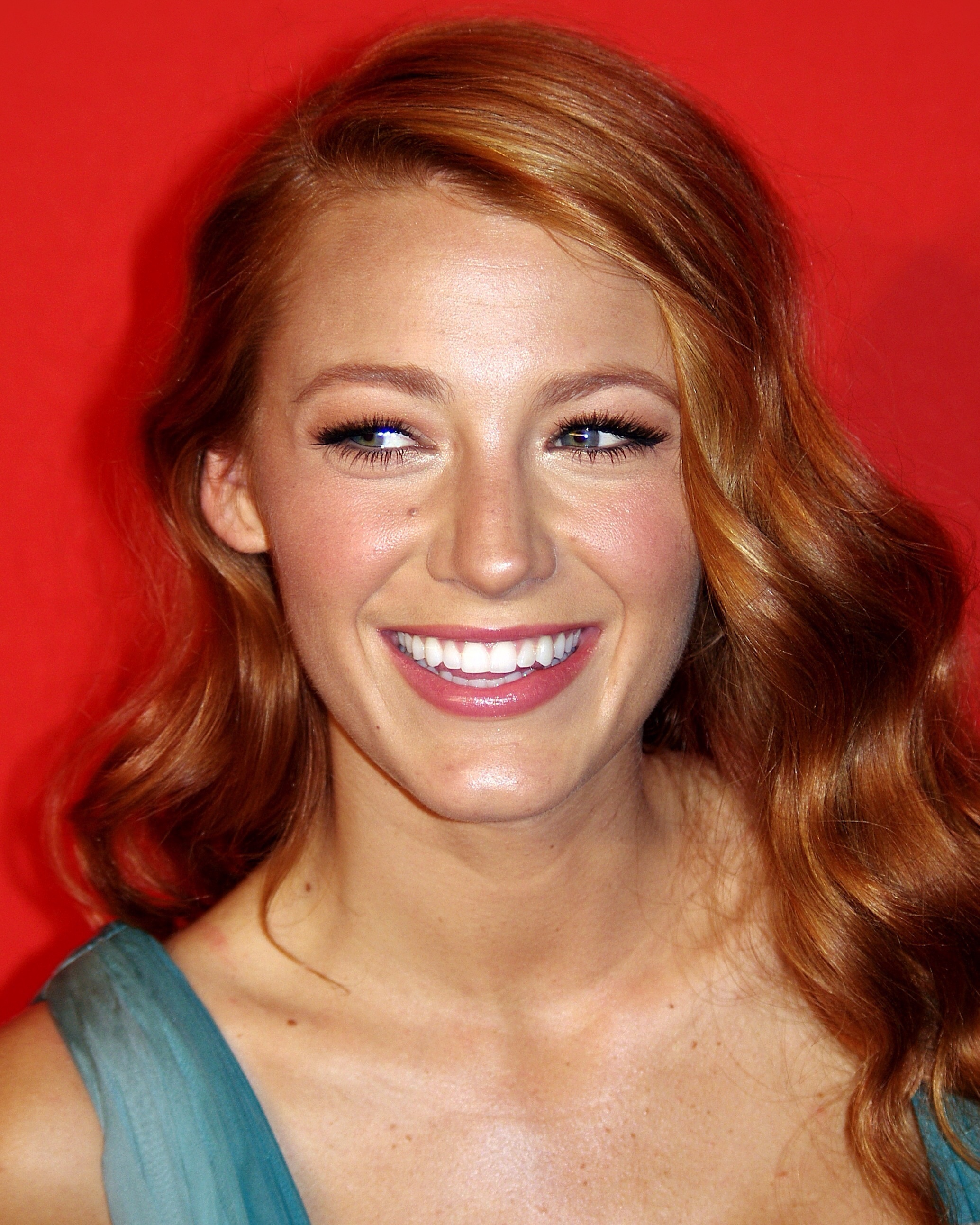
بليك ليفلي

- جوشوا ساتين كأميال سمرز، ابن ستيفاني

```
* 
هنري جولدنج
 في دور شون تاونسند، زوج إميلي
```

- إيان هو كنيكي تاونسيند، ابن شون وإميلي نيلسون
- أندرو رانيلز دورارين
- غليندا براغانزا في دور السيدة كيري غليندا
- كيلي ماكورماك كما ستايسي
- آبارنا نانشرلا باسم سونا
- داستن ميليجان ككريس

## الإنتاج

### التطوير
في كانون الثاني / يناير 2016 ، أعلنت فوكس انها اشترت حقوق الفيلم المبني علي رواية معروف بسيط ‏ . أعلن ان القصة  ستكون مثل أفلام ي الفتاة المختفية و فتاة القطار.

### التصوير
الفيلم بدأ مراحل الإنتاج الأولية في 14 أغسطس عام 2017 ، في تورونتو, أونتاريو, كندا.

## الإصدار
صدر الفيلم في 14 سبتمبر عام 2018.

### التسويق
في 1 مايو 2018 ، بليك ليفلي حذفت جميع الصور من حساب  إنستغرام الخاص بها من أجل الترويج للفيلم. أول إعلان تشويقي صدر في 2 مايو عام 2018 ،  ثاني إعلان صدر في 24 مايو.

## الاستقبال

### الإيرادات
الإيرادات المتوقعة في الولايات المتحدة وكندا في العطلة الافتتاحية هي  12-15 مليون دولار من 3,102 المسارح . الفيلم حقق في العرض الافتتاحي ليلة الخميس$900 ، 000 .

## روابط خارجية
- مقالات تستعمل روابط فنية بلا صلة مع ويكي بيانات

لا توجد روابط لمواقع التواصل الاجتماعي.